# Colonia Santa Rosa
Colonia Santa Rosa est une ville du nord-ouest de l'Argentine, située dans le département d'Orán de la province de Salta.
La ville est située à peu distance à l'ouest de Pichanal et au nord-ouest de la route nationale 34, entre Libertador General San Martín et Pichanal.

## Population
La ville comptait 13.399 habitants en 2001, soit une hausse de 70,8 % par rapport aux 7 845 recensés en 1991.

## Activités
Fondée en 1920, la ville se trouve au centre d'une vaste zone agricole mise en valeur par des immigrants et leurs descendants. C'est une zone importante de culture de primeurs et de fructiculture de haute valeur : oranges, pamplemousses, citrons, mangues, papayes, bananes, piments, tomates, pastèques, courgettes, melons, fraises, pommes de terre, manioc et caféiers.